# Chien Pei-ju
Chien Pei-ju (* 6. Januar 1999) ist eine taiwanische Tennisspielerin.

## Karriere
Chien spielt vor allem Turniere auf der ITF Women’s World Tennis Tour, wo sie bislang einen Titel im Doppel gewinnen konnte. Im November 2013 bestritt sie ihr erstes ITF-Turnier in Brasilien. Ihren bisher größten Erfolg erzielte sie im Mai 2015 beim $10.000-Turnier in Antalya mit dem Einzug ins Einzel-Halbfinale und ins Doppelfinale.
Auf der WTA Tour erhielt sie 2016 eine Wildcard für die Qualifikation zu den Taiwan Open 2016, in der sie aber bereits in der ersten Runde gegen Aleksandrina Najdenowa mit 1:6 und 2:6 verlor.
Ihr bislang letztes internationale Turnier spielte Chien im August 2019. Sie wird daher nicht mehr in der Weltrangliste geführt.

## Turniersiege

### Doppel
| Nr. | Datum         | Turnier   | Kategorie   | Belag     | Partnerin   | Finalgegnerinnen         | Ergebnis |
| --- | ------------- | --------- | ----------- | --------- | ----------- | ------------------------ | -------- |
| 1.  | 25. Juni 2016 | Kaohsiung | ITF $10.000 | Hartplatz | Lee Pei-chi | Cho I-hsuan Lee Hua-chen | 7:5, 6:2 |